# Dillon Boucher
Dillon Matthew Boucher (New Plymouth, 27 dicembre 1975) è un ex cestista neozelandese.

## Carriera
Con la Nuova Zelanda ha partecipato ai Giochi olimpici di Atene 2004, a due edizioni dei Campionati mondiali (2002, 2006) e a tre dei Campionati oceaniani (2003, 2005, 2007).